# قاب‌بالان
قاب‌بالان یا سخت‌بالپوشان (Coleoptera) یا سوسک‌ها متنوع‌ترین راسته از حشرات هستند. ۴۰ درصد از همهٔ گونه‌های توصیف‌شده از حشرات در جهان جزو راسته قاب‌بالان هستند. شمار گونه‌های این راسته به ۳۵۰ هزار می‌رسد.
این حشرات در محیط‌های مختلف زندگی می‌کنند و از انواع مواد غذایی، درختان میوه، درختان جنگلی و گیاهان زینتی تغذیه می‌کنند. در این راسته گروهی گیاه‌خوار نیز وجود دارند که تمام قسمت‌های گیاه را مورد هجوم قرار می‌دهند و بعضی دیگر نیز برگ‌خوار هستند. بعضی از آن‌ها از چوب و گروهی از حبوبات و خشکبار تغذیه می‌کنند. تعدادی از آن‌ها شکارگر می‌باشند و از انواع حشرات مضر تغذیه می‌کنند، دسته ای دیگر از این حشرات نیز آبزی هستند.
بسیاری از مردم به اشتباه سوسری‌ها (سوسک حمام) را با سوسک‌ها اشتباه می‌گیرند. سوسک دارای یک لایه یا قاب محکم و محافظ روی بالهای خود هستند و قبل از پرواز باید ابتدا آن را کنار بزنند ولی سوسری‌ها روی بالشان قاب ندارند.
یافتن گونه‌های جدید از قاب‌بالان همچنان ادامه دارد.
زمانی که از جان ب. اس. هالدین، ژنتیک‌دان مشهور اسکاتلندی پرسیدند که مطالعه طبیعت چه چیزی را دربارهٔ خدا بر او آشکار کرد، او پاسخ داد: «علاقه بیش از حد او به قاب‌بالان».
قاب‌بالان از زیررده بال‌داران (Pterygota) و بالاراسته همه دگردیسان (Endopterygota) هستند. قاب‌بالان راسته‌ای بسیار بزرگ می‌باشد که حدود هزار از آن‌ها شناسایی شده‌است و بسیاری از آن‌ها جز آفات مهم گیاهان زراعی بشمار می‌روند؛ و تعدادی در شرایط به‌خصوص از آفات گیاهان زینتی هستند. در این میان خانواده (Curculionidae) رتبه اول را در آفات دارد، البته در این راسته سوسک‌هایی مانند خانواده (Scarabaeidae) گاهی در روی گیاهان زینتی وجود دارند یا حشرات کامل آن‌ها از گردهٔ گیاهان تغذیه کنند، اما لاروهای آنها در داخل خاک بوده و از ریشه گیاهان زینتی و اکثر آن‌ها از ریشه گیاهان دائمی تغذیه می‌کنند.

## دسته‌بندی
در کل راسته قاب‌بالان به دو زیرراسته پرخواران (Adephaga) و سوسک‌های همه‌چیزخوار (Polyphaga) تقسیم می‌شوند. این دو زیرراسته از طریق ویژگی‌های اولین حلقه شکم قابل تفکیک هستند. در پرخواران، پیش‌ران (Coxa) پیشروی کرده‌است و ضلع عقبی اولین حلقه شکم را به دو قسمت تقسیم می‌کند، درحالی‌که در همه‌چیزخواران اولین حلقه شکم کامل است. در زیرراسته پرخواران شماری از گونه‌ها آبزی هستند مانند خانواده (Gyrinidae) , (Haliplidae)، و خانواده (Dytiscidae) که لاروها و حشرات کامل آن‌ها در محیط آب از سایر حشرات، بندپایان و حتی در مواردی گونه‌هایی از خانواده (Dytiscidae) از ماهی‌های کوچک و قورباغه‌ها تغذیه می‌کنند.
در زیرراسته پرخواران تعدادی از گونه‌ها شکارگرند مانند خانواده سوسک‌های زمینی (Carabidae). این حشرات در شب فعالیت می‌کنند و از شته‌ها، گیاهان علوفه‌ای و غلات تغذیه می‌کنند. گونه دیگر این حشرات، خانواده (Staphylinidae) می‌باشند، که شامل گونه‌های شکارگر نیز هستند. در مواردی دیده شده که این حشرات به انسان نیز خسارت وارد می‌کنند. پرخواران از نظر تعداد گونه، فراوانی بیشتری دارند و تعداد زیادی از گونه‌های این زیرراسته گیاهخوار می‌باشند و از قسمت‌های مختلف گیاه از جمله برگ، گل، ساقه و حتی ریشه تغذیه می‌کنند.

## ریخت‌شناسی
بال جلو در این حشرات تبدیل به ساختمانی غلاف مانند شده‌است که وظیفه حفاظت از بدن را انجام می‌دهد و نقشی در پرواز ندارد که به آن بال‌پوش (الیترون یا الیترا) گفته می‌شود.

### قفسه سینه
قسمت‌هایی از قفسه سینه که از سطح پشتی قابل رویت هستند عبارتند از پیش‌گرده Pronotum  و سپرچه Scutellum. سایر قسمت‌های قفسه سینه معمولاً از طرف شکمی قابل رویت هستند. وقتی پیش گرده را از سطح پشتی نگاه کنیم به اشکال مختلف ممکن است باشد و لبه عقبی آن ممکن است مستقیم، محدب یا دندانه‌دار یا مقعر Sinuate  باشد. پیش گرده در پهلوها ممکن است صاف یا دندانه دار باشد، ضمناً روی پیش گرده ممکن است لخت یا مو دار، صاف یا ناصاف (دارای دندانه، سوراخ‌سوراخ، شیاردار و غیره) باشد. سپرچه معمولاً از سطح پشتی به‌صورت یک مثلث کوچکی بلافاصله بعد از پیش گرده و بین قاعده بال پوش‌ها دیده می‌شود؛ ولی گهگاه سپرچه گرد یا قلبی شکل است و گاهی نیز مخفی می‌باشد. مهم‌ترین خصوصیاتی که در قفسه سینه از سطح شکمی قابل رویت و مهم هستند عبارتند از:
درزهای Sutures  مختلف، شکل اسکلریت معین، و اسکلریت‌های مخصوصی که در مجاور پیش‌ران Coxae پاهای جلو و میانی هستند. بعضی از قاب‌بالان دارای درزهای پشتی‌پهلویی Notopleural هستند که پیش‌گرده را از پیش‌پهلو Propleura جدا می‌کند. عده ای دیگر دارای درزهای پیش‌جناغی prosternal هستند که پیش سینه را از بقیه قسمت‌های پیش‌سینه prothorax جدا می‌کند. لبه جلویی پیش سینه معمولاً صاف و مستقیم است ولی وقتی کمی محدب باشد آن را لبه‌دار Lobed  گویند. پیش‌سینه گاهی دارای یک زائده بوده که بطرف عقب و بین دو پیش‌ران جلو امتداد می‌یابد (مثل سوسک‌های بهار) این زائده به شکل زبان یا خارمانند است. وقتی که اسکلریت‌های اطراف پیش قفسه سینه در اطراف پیش ران امتداد پیدا کنند، حفره‌های اطراف پیش‌ران Coxal cavities را حفره‌های بسته گویند. برعکس وقتی که اسکلریت‌های پشت پیش ران اسکلریت‌های میان قفسه سینه باشند، این حفره‌ها را حفره‌های باز می‌نامند. وقتی که پیش ران پاهای میانی توسط اسکلریت‌های شکمی احاطه شده باشند ولی تماسی با درزهای پهلویی نداشته باشند حفره‌های پیش ران را بسته گویند ولی وقتی که اسکلریت‌های پهلویی با پیش‌ران میانی تماس حاصل کنند این حفره‌ها را باز گویند.

### پاها
پیش‌ران پاهای قاب‌بالان از نظر شکل و اندازه بسیار متنوع هستند. در بعضی از آنها پیش ران گرد یا خیلی کم کشیده شده‌است(Globose)، در بعضی دیگر پیش ران بدون اینکه طولاً کشیده شوند در طرفین کشیده و پهن شده‌است (Transverse)، در گروهی دیگر پیش ران مخروطی شکل می‌باشد. در بعضی از این حشرات پیش ران دارای یک زائده اسکلریت مانند بنام Trochantin در طرف جانبی پیش ران می‌باشند. پی ران Trochanter بیشتر سخت بالپوشان درست بین پیش‌ران و ران femur واقع نشده بلکه تا حدودی به یک طرف تمایل پیدا کرده‌است. پی ران بیشتر آنها مثلثی شکل ولی در عده معدودی چهارگوش است. در بیشتر آنها تعداد مفصل‌های پنجه بین ۳ تا ۵ بوده و معمولاً روی تمام پاها تعداد آنها یکسان است، ولی در بعضی از آنها پنجه پاهای عقبی دارای یک مفصل کمتر از پاهای میانی و جلویی است. فرمول پنجه پاها در هر گروه سخت بال پوشان از نظر شرح خصوصیات و شناسایی آنها اهمیت داشته و معمولاً به صورت ۵٫۵٫۵ – ۴٫۵٫۵ – ۴٫۴٫۴ – ۳٫۳٫۳ و غیره بیان می‌گردد که مبین تعداد پنجه پاهای جلو، میانی و عقبی است ولی به‌طور کلی بیشتر سخت بالپوشان دارای فرمول پنجه ۵٫۵٫۵ می‌باشند. در عده معدودی از قاب‌بالان مفصل ماقبل آخر خیلی کوچک و نامشخص است، درحالی‌که در گروه دیگری ممکن است مفصل اول خیلی کوتاه باشد. در صورتیکه پنجه پاها به نظر ۴ مفصلی باشد ولی مفصل سوم باریک بوده و تفاوت زیادی با مفصل آخر نداشته باشد معمولاً آنها ۴ یا ۵ مفصلی هستند که مفصل اول آنها خیلی کوچک است. ناخن‌های پنجه Tarsal claws پاهای سخت بالپوشان نیز متنوع است، در بیشتر گونه‌ها ناخن‌ها ساده هستند یعنی بدون انشعاب یا دندانه، ولی در بعضی از آنها ناخن‌ها دندانه دار، شیاردار، یا شانه ای هستند.

### بال‌پوش‌ها
بالپوش‌های قاب‌بالان معمولاً در پشت بدن در امتداد یک خط مستقیم در وسط بدن در مجاورت یکدیگر قرار گرفته و تا انتهای بدن ادامه می‌یابند، که این خط اشتراک را درز suture گویند. این درز ممکن است تا انتهای بالپوش‌ها ادامه یابد یا ممکن است انتهای بالپوش‌ها کمی از یکدیگر فاصله بگیرند. زوایای داخلی – پهلویی بالپوش‌ها را Humeri گویند، بال‌پوش‌ها از قسمت درز وسط به طرف خارج کمی شیب دار هستند، وقتی این شیب خیلی زیاد باشد و یک دفعه به طرف پایین خمیده شده باشند این قسمت خمیده شده را Epipleura (Plural, epipleure) می‌گویند. بالپوش‌ها از نظر شکل، اندازه، و بافت بسیار متنوع هستند، معمولاً در قسمت جلو موازی یکدیگر هستند ولی در قسمت عقب منحنی و باریک می‌شوند، گاهی تخم مرغی یا نیم دایره هستند، بال پوش‌های بعضی از آنها فاقد قسمت انتهایی است. بالپوش‌ها معمولاً دارای نقش و نقوش متنوعی هستند، از جمله دارای برجستگی‌های متعدد، شیارها، نقطه‌های فرورفته خط مانند و غیره می‌باشند. در بعضی دیگر ممکن است بالپوش‌ها کاملاً صاف باشند. در صورتیکه بالپوش‌ها در زیر میکروسکوپ با درشت نمایی متوسط مودار به نظر آمده به آن مودار Pubescent گویند. بالپوش‌ها در بعضی از سخت بالپوشان کاملاً سخت و شکننده است و در اطراف شکم انحناء پیدا می‌کند و آن را محافظت می‌کند درحالی‌که در بعضی دیگر نسبتاً نرم و قابل انعطاف هستند و کاملاً شکم را نپوشانده و محافظت کامل نمی‌کنند.

### شکم
ساختمان اولین حلقه شکم در تشخیص دو زیر راسته پرخواران و سوسک‌های همه‌چیزخوار اهمیت دارد. در زیر راسته پرخواران پیش ران پای عقبی بطرف عقب کشیده شده و اولین حلقه شکم را در سطح زیرین به دو نیم تقسیم می‌کند، و لبه عقبی پیش ران به‌طور کامل در عرض بدن قرار نمی‌گیرد بلکه حالت مورب دارد؛ ولی در زیر راسته سوسک‌های همه‌چیزخوار پیش ران پاهای عقبی از فاصله ای بالاتر بطرف عقب کشیده شده و هرگز اولین حلقه شکم در سطح زیرین را به دو نیم تقسیم نمی‌کند؛ و لبه عقبی پیش ران به‌طور کامل در عرض بدن قرار می‌گیرد. تعداد مفصل‌های قابل رویت شکم در سطح زیرین در گروه‌های مختلف متفاوت است و در کلید شناسایی از آنها استفاده می‌شود. در بعضی از آنها مثل Buprestidae دو حلقه اولین زیرین شکم کم و بیش در یکدیگر ادغام شده‌اند و درز بین آنها کمتر از درز بین سایر حلقه‌ها قابل رویت است. اگر وضعیت درزهای شکمی همگی یکسان باشند فرض بر این است که حلقه‌ها در یکدیگر ادغام نشده‌اند. سطح پشتی آخرین حلقه شکم Last ab.Tergum که اغلب به آن پیژیدیوم گویند گاهی از انتهای بالپوش‌ها بیرون و قابل رویت است.
سایر خصوصیات:
خصوصیاتی مثل اندازه، شکل و رنگ اغلب در شناسایی سخت بالپوشان بکار می‌روند و ضمناً تشخیص آنها زیاد مشکل نیست.